# محمدجواد پورسعیدی
محمدجواد پورسعیدی (زاده ۱۳۲۱-درگذشته ۱۳۵۲ ه‍. ش) یکی از اعضای بلندپایه سازمان مجاهدین خلق بود که توسط اعضای گروه تقی شهرام کشته شد.

## زندگی
وی در یزد متولد شد و پدرش یکی از بازاریان این شهر بود. او از نوجوانی در مبارزات علیه حکومت پهلوی شرکت داشته است.

## سازمان مجاهدین خلق
بعد از حادثه ۱۵ خرداد ۱۳۴۲، توسط ساواک مورد تعقیب قرار گرفته و دستگیر، زندانی و شکنجه شد. او که قبل از این در نهضت آزادی فعالیت داشته، بعد از دستگیری با محمد حنیف نژاد آشنا می‌شود و در سال ۱۳۴۵ به سازمان مجاهدین خلق می‌پیوندد. او پیشنهاد می‌کند تا نام سازمان به سازمان مجاهدین راه اسلام تغییر دهند که با موافقت سایر اعضا روبرو نمی‌شود.
او در سازمان فعالیت‌هایی انجام داده و به زندان می‌افتد ولی موفق می‌شود تا از زندان فرار کند و به همکاری با سازمان ادامه نمی‌دهد زیرا عقیده دارد که «سازمان را یک مشت بچه اداره می‌کنند» علاوه بر این او مخالفت‌های زیادی با نوع عملکرد سازمان مجاهدین داشت. سازمان تصمیم گرفته بود اسلام را از خط و مشی خود کنار بزند و یک نوع اندیشه التقاطی که همان ترکیب افکار کمونیستی با دین باشد را ایجاد کند. او پس از شهریور ۵۰ متواری شد و به قم رفته و زندگی مخفی اختیار کرده بود.

## شیوه ترور
در زمان رهبری رضا رضایی در سازمان تصمیم به ترور وی گرفته می‌شود که توسط بهرام آرام، با همکاری وحید افراخته و سیمین صالحی انجام می‌شود. ماه‌ها بعد از کشته شدن رضایی. با کشته شدن رضا رضایی در خرداد ۱۳۵۲ تقی شهرام به مرکزیت سازمان راه یافت. در مهر ۱۳۵۲ یکی از اعضای سازمان به نام مهدی موسوی قمی وی را در قم تحت نظر می‌گیرد و به سازمان اطلاع می‌دهد. پس از اینکه محسن فاضل هویت او را تأیید می‌کند او را به بهانه درست شدن پاسپورت و رفتن به لبنان و فلسطین در ۱۶ مهر ۱۳۵۲به خانه تیمی در خیابان حشمت الدوله تهران می‌کشانند. در زیرزمین خانه، بهرام آرام از پشت سر به او شلیک می‌کند و بعد جسد را قطعه قطعه می‌کنند و با ماشینی که رانندگی آن با سیمین صالحی بوده، به اطراف سرخه حصار اول جاده آبعلی می‌برند و می‌سوزانند و پس از آن برای اینکه ساواک متوجه موضوع نشود جسد را در سه جا خاک می‌کنند. تا سال ۵۴ یعنی زمان دستگیری افراخته، کسی از این جریان مطلع نبود.

## علت ترور
در اطلاعیه‌ای که جریان تقی شهرام مهر ماه ۱۳۵۷ منتشر کردند از ترور علی میرزا جعفر علاف و جواد سعیدی دفاع کردند و مدعی شدند که این دو قصد معرفی خود به ساواک را داشته‌اند. بعد از انقلاب تفی شهرام در سال ۵۸ د دستگیر و تیرماه ۵۹ محاکمه و به جرم قتل مبارزانی از جمله جواد پورسعیدی، مجید شریف واقفی، محمد یقینی، علی میرزا جعفر علاف به اعدام محکوم و دوم مرداد همان سال در اوین تیرباران شد.